# Guddommeliggørelse
Guddommeliggørelse (græsk: Theosis / Θέωσις) er i følge kristen teologi den forandrende virkning af Guds nåde. Dette frelsesbegreb er historisk og grundlæggende for kristen forståelse, og er især fremtrædende i den ortodokse kirke og den romersk-katolske kirke. På dansk grund finder vi blandt andet teologien om guddommeliggørelse udfoldet hos N.F.S. Grundtvig

## Guddommeliggørelse i Bibelen
I det 2. Peterbrev 1:4 tales der om at "få del i guddommelig natur". Apostlen Paulus skriver i Romerbrevet 8:14, at "alle, som drives af Guds ånd, er Guds børn". I det 1. brev til korintherne 15:42-49 beskriver han desuden opstandelse som udødeliggørelse i overensstemmelse med den guddommelige Kristus. I samme brev kan man læse at de troende opnår overnaturlige kræfter, hvilket sammen med udødelighed er guddommelige egenskaber. Guddommeliggørelse er at komme i overensstemmelse med Kristi guddommelighed.

## Kirkefædrene
Kirkefædrene udviklede læren om guddommeliggørelse. For eksempel skrev Hl. Athanasius, at "For Guds Søn blev menneske, for at vi skulle blive Gud". Kirkefædrene pegede på at guddommeliggørelsen begynder med dåben, hvor det gamle menneske dør og et nyt opstår, og at det er en proces, der først slutter efter døden.

## Den ortodokse kirke
Læren om guddommeliggørelse i den ortodokse kirke handler om at nærme sig Gud og opnå kriste-lighed og med andre ord forsone og forene sig med Gud. Guddommeliggørelsen betragtes som en forvandlingsproces i tre trin: renselse (katharsis), erkendelse (theoria) og guddommeliggørelse (theosis) som det endelige mål. Guddommeliggørelse er selve formålet med livet, og kan alene ske ved samarbejde (synergi) mellem menneskelig aktivitet og Guds uskabte energier.
Renselse vil sige at frigøre sig den jordiske verdens krav og fristelser og i sammenhæng hermed fra sine egen vilje og egne lyster kenosis (at blive tom). Det ses tydeligst i munkelivets afsondrethed og askese, hvorunder munken søger at afholde sig fra syndige handlinger (løgn, hidsighed, grådighed, seksuel lyst osv.) og hengive sig til stadig bøn, faste, tjeneste, lydighed m.m., men det er en proces, som alle troende forventes at gå ind i.
Det andet trin er erkendelse af den treenige Gud, og dermed hvad det indebærer at være fuldt menneske i Guds billede. Gennem nadveren tager mennesket og Gud del i hinanden, for at mennesket kan blive i overensstemmelse med Gud i visdom, retfærdighed og hellighed.
Den ortodokse kirke ser Kristi forvandling på Tabor bjerg som et billede på guddommeliggørelsen.

## Den romersk-katolske kirke
Pave Johannes Poul II pegede på kirkefædrenes lære om guddommeliggørelse, som en skat af stor betydning.
I den katolske kirkes katekismus står der i pkt. 460.:
| Citat | Ordet blev kød for at vi skulle "få del i guddommelig natur" (2 Pet 1,4): "For det er grunden til, at Guds Ord blev menneske, og, Han, som er Guds Søn, blev menneskesøn: at mennesket ved at forenes med Guds Ord og få barnekår hos Gud skulle blive Guds barn". "For Guds Søn blev menneske, for at vi skulle blive Gud". "Fordi Guds énbårne Søn ville give os del i sin guddom, antog Han vor natur, for at Han, ved at blive menneske, kunne gøre menneskene til guder". | Citat |
|       | |       |

Denne lære afspejler sig i gudstjenesten i forbindelse med forberedelsen af nadveren.

## Protestantismen
Læren om guddommeliggørelse spiller generelt ingen fremtrædende rolle i protestantismen. Der er en tendens til at se troen som noget statisk, men N.F.S. Grundtvig er en markant undtagelse herfra.
Grundtvig ser menneskelivet som stadig vækst frem mod forvandling, fuldendelse og herliggørelse. Han skriver: "Væksten er denne, at Kristus i ethvert menneske virkeliggør Gudsbilledet. Kristus vokser i enhver, som ved dåben er indpodet til livet i Ham."
Læren om guddommeliggørelse opfattes ofte som kontroversiel, fordi den forudsætter, at mennesket skal gøre noget aktivt selv, hvor mange protestanter betoner, at frelse alene sker ved tro og Guds nåde.